# ジョン・ロール
ジョン・マッカーシー・ロール（John McCarthy Roll, 1947年2月8日 - 2011年1月8日）は、アリゾナ地区アメリカ合衆国連邦地方裁判所判事。1991年11月25日から勤めている。2011年1月8日にアリゾナ州ツーソンで22歳の男が銃を乱射したため死亡した。

## 経歴

### 誕生から裁判官になるまで
ペンシルベニア州ピッツバーグ生まれ。ローマカトリックの家で育ち、子供の頃にアリゾナへ移り住む。Salpointe Catholic High Schoolを卒業し、1969年にアリゾナ大学のBAを取得。